# Black Nite Crash
«Black Nite Crash» es una canción de la banda de shoegazing inglesa Ride que apareció en el álbum Tarantula. Alcanzó el número 67 en el UK Singles Chart el 24 de febrero de 1996. Este sencillo fue lanzado poco antes de la separación de la banda y fue galardonado como el sencillo de la semana por el semanario musical Melody Maker.

## Lista de canciones
Todas las canciones escritas y compuestas por Andy Bell, excepto donde indica. 
| 12-inch (CRE 199T) |                           |          |  |
| N.º                | Título                    | Duración |  |
| 1.                 | «Black Nite Crash»        | 2:34     |  |
| 2.                 | «Nothing Lasts Forever»   | 3:31     |  |
| 3.                 | «Slave» (Mark Gardener)   | 3:50     |  |
| 4.                 | «A Trip Down Ronnie Lane» | 3:37     |  |

| CD (CRESCD 199) |                           |          |  |
| N.º             | Título                    | Duración |  |
| 1.              | «Black Nite Crash»        | 2:34     |  |
| 2.              | «Nothing Lasts Forever»   | 3:31     |  |
| 3.              | «Slave» (Mark Gardener)   | 3:50     |  |
| 4.              | «A Trip Down Ronnie Lane» | 3:37     |  |

- La pista 4 tiene un pequeño bonus track después de «A Trip Down Ronnie Lane» y 11:08 de silencio. La pista, que tiene aproximadamente 0:23 de duración, usa la misma melodía que «Wilmot» de Sabres of Paradise (un sencillo de 1994), que a su vez usa un sample de una canción de 1931 de Wilmoth Houdini titulada «Black But Swee».

## Personal
Ride
- Laurence Colbert - batería, percusión
- Steve Queralt - bajo
- Mark Gardener - voz, guitarra rítmica
- Andy Bell - voz, guitarra líder

Músicos adicionales
- Nick Moorbath - piano, piano Rhodes, órgano Hammond
- Jeff Scantlebury - percusión

Personal técnico
- negativespace - diseño
- Paul Motion - ingeniero en sonido
- Richard "Digby" Smith - ingeniero
- Mark Freegard - mezcla